# 4-mercaptoprolina
La 4-mercaptoprolina è una molecola che deriva dalla sostituzione di un atomo di idrogeno in posizione 4 della molecola di prolina con gruppo solfidrile. In tal modo, la molecola presenta due atomi di carbonio stereogenici e possiede quindi quattro  enantiomeri.

## Reazioni
La 4-mercaptoprolina può dare reazioni di acilazione con alogenuri acilici dando come prodotti N-acetil-4-mercaptoprolina ed acido alogenidrico.
La 4-mercaptoprolina può inoltre dare reazioni di sostituzione nucleofila SN2 con alometani monosostituiti, tipicamente con lo ioduro di metile, dando come prodotti la N-metil-4-mercaptoprolina ed acido alogenidrico.